# Carlos Reygadas
Carlos Reygadas Castillo (Ciutat de Mèxic, 1971) és un director de cinema mexicà, guardonat amb el Premi Ariel a la Millor Direcció 2008 i amb el Premi al Millor Director al 65è Festival Internacional de Cinema de Canes. Ha dirigit Japón, Batalla en el cielo, Luz silenciosa, Post tenebras lux i Nuestro tiempo.

## Biografia

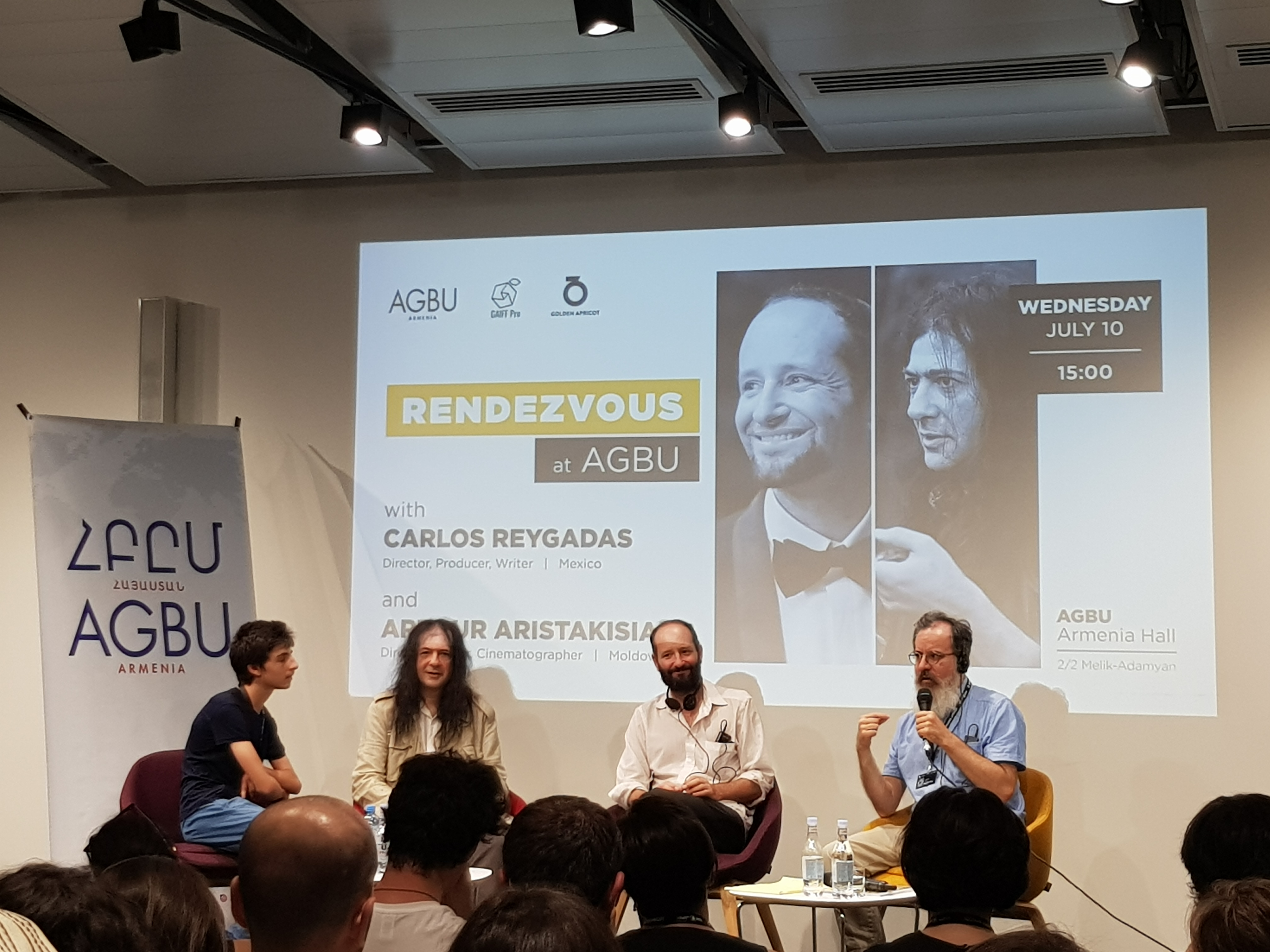
Entrevista amb Carlos Reygadas i Artour Aristakisian en 2019.

Després de llicenciar-se com a advocat a l'Escola Lliure de Dret i practicar el Dret Internacional, va començar a fer curtmetratges a Bèlgica en 1998.
En 2000, Reygadas va fundar la seva productora NoDream Cinema i va reunir un equip de debutants en llargmetratge i va filmar la seva òpera prima, Japón. La pel·lícula va ser finançada pel Hubert Bals Fund i presentada en el Festival Internacional de Cinema de Rotterdam en 2002. Aquí mateix va ser convidada a la Quinzena de Realitzadors del Festival Internacional de Cinema de Canes, on va rebre un Esment Especial de la Càmera d'Or.
Batalla en el cielo a ser el seu segon llargmetratge. Es tracta d'una coproducció mexicana-francobelga amb Mantarraya Producciones, The Coproduction Office i NoDream Cinema. Es va estrenar en la Selecció Oficial en Competència al 58è Festival Internacional de Cinema de Canes i va rebre el Premi del Jurat al Festival de Cinema de Lima del mateix any.
El seu tercer llargmetratge, Luz silenciosa (Stellet Licht), va rebre el Premi del Jurat en l'edició del 2007 del Festival de Cinema de Canes, al Festival de Cinema de Lima i eal Festival de Cinema Iberoamericà de Huelva, i es va estrenar a Mèxic el 12 d'octubre del mateix any.
La seva quarta pel·lícula, Post Tenebras Lux, ho va fer creditor al Premi al Millor Director al 65è Festival Internacional de Cinema de Canes.
Ha coproduït altres directors com Amat Escalante (Sangre, Los Bastardos, Heli), Carlos Serrano Azcona (El árbol) o Pedro Aguilera (La influencia).
El 2016 l'editorial mexicana anDante va publicar Luz, un llibre d'art que recopila els storyboards íntegres dels seus quatre llargmetratges, una selecció dels guions de rodatge, amb anotacions i notes manuscrites, un text de l'autor i assajos d'artistes de diverses disciplines que discorren entorn del cinema de Reygadas: un arquitecte, Alberto Kalach; un fotògraf, Roberto Salbitani; un poeta, Alberto Blanco; un cineasta, Nuri Bilge Ceylan.
El seu cinquè llargmetratge, Nuestro tiempo que va portar el títol temporal de "Donde nace la vida", es va estrenar en 2018. La cinta porta una narrativa regular, a diferència de la seva última pel·lícula. En aquesta cinta Reygadas debuta com a protagonista, la seva esposa, familiars i amics també tenen un paper en la història.

## Filmografia
| Any  | Títol Original                     | Títol en Inglés     | País de Producció                       | Idioma                           | Durada  | Premis - Nominacions                                            |  |
| ---- | ---------------------------------- | ------------------- | --------------------------------------- | -------------------------------- | ------- | --------------------------------------------------------------- |  |
| 1999 | Maxhumain                          | MaxHumain           | Bèlgica                                 |                                  | 10 min  |                                                                 |  |
| 2002 | Japón                              | Japón               | Mèxic                                   | (castellà)                       | 130 min | Quinzena de Realitzadors – "Menció Especial" Premi Càmera d'Or  |  |
| 2005 | Batalla en el cielo                | Battle in Heaven    | Mèxic, Alemanya i França                | (castellà)                       | 105 min | Festival de Cinema de Canes "Competència"                       |  |
| 2007 | Luz silenciosa (aka Stellet Licht) | Silent Light        | Mèxic, França, Alemanya i Països Baixos | (baix alemany) (Alemany popular) | 110 min | Festival de Cinema de Canes "Competència" Premi del Jurat       |  |
| 2010 | Este es mi reino                   | This is my Kingdom) | Mèxic                                   | (castellà)                       | 10 min  | Berlinale                                                       |  |
| 2012 | Post Tenebras Lux                  | Post Tenebras Lux   | Mèxic, França, Alemanya i Països Baixos | (castellà)                       | 110 min | Festival de Cinema de Canes "Competencia" Premi Millor Director |  |
| 2018 | Nuestro tiempo                     | Our time            | Mèxic                                   | (castellà)                       | 173 min |                                                                 |  |

## Premis i nominacions
Festival Internacional de Cinema de Canes
| Any  | Categoria                     | Pel·lícula        | Resultat  |
| ---- | ----------------------------- | ----------------- | --------- |
| 2002 | Camera d'Or - Menció especial | Japón             | Guanyador |
| 2007 | Premi del Jurat               | Luz silenciosa    | Guanyador |
| 2012 | Premi Millor Director         | Post Tenebras Lux | Guanyador |